# Botarga (vestuario)

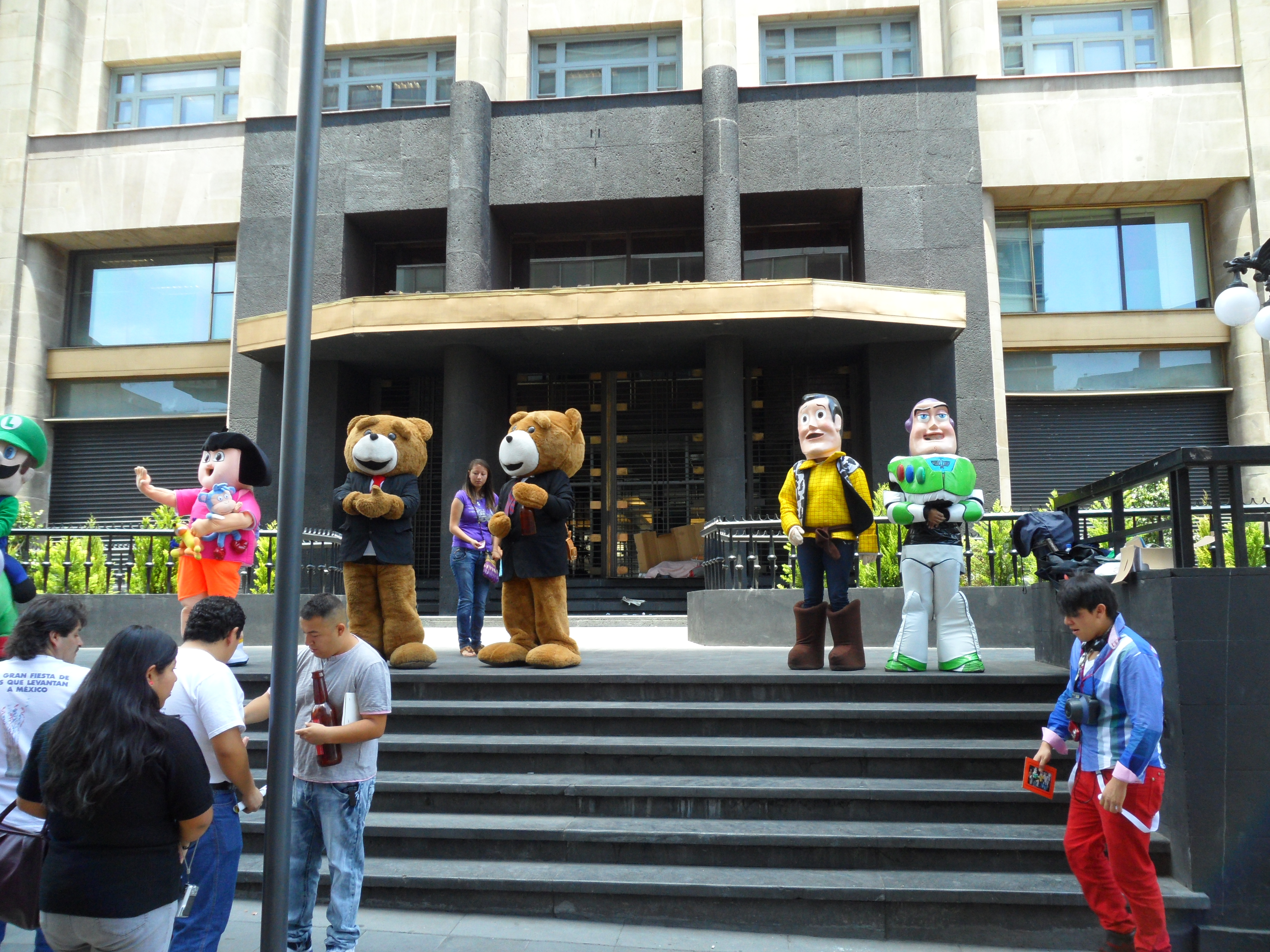
Botargas mexicanas ante el Edificio Guardiola, del Banco de México, en la Ciudad de México

Botarga, también conocida como kigurumi o corpóreo, es un tipo de disfraz que tiene su origen en las vestimentas bufonescas o ridiculizantes y de colores llamativos usadas en las representaciones medievales y en las mojigangas. A partir del siglo XX ha sido utilizada por la publicidad en la recreación de personajes o símbolos (mascotas, héroes, marcas).

## Etimología y origen

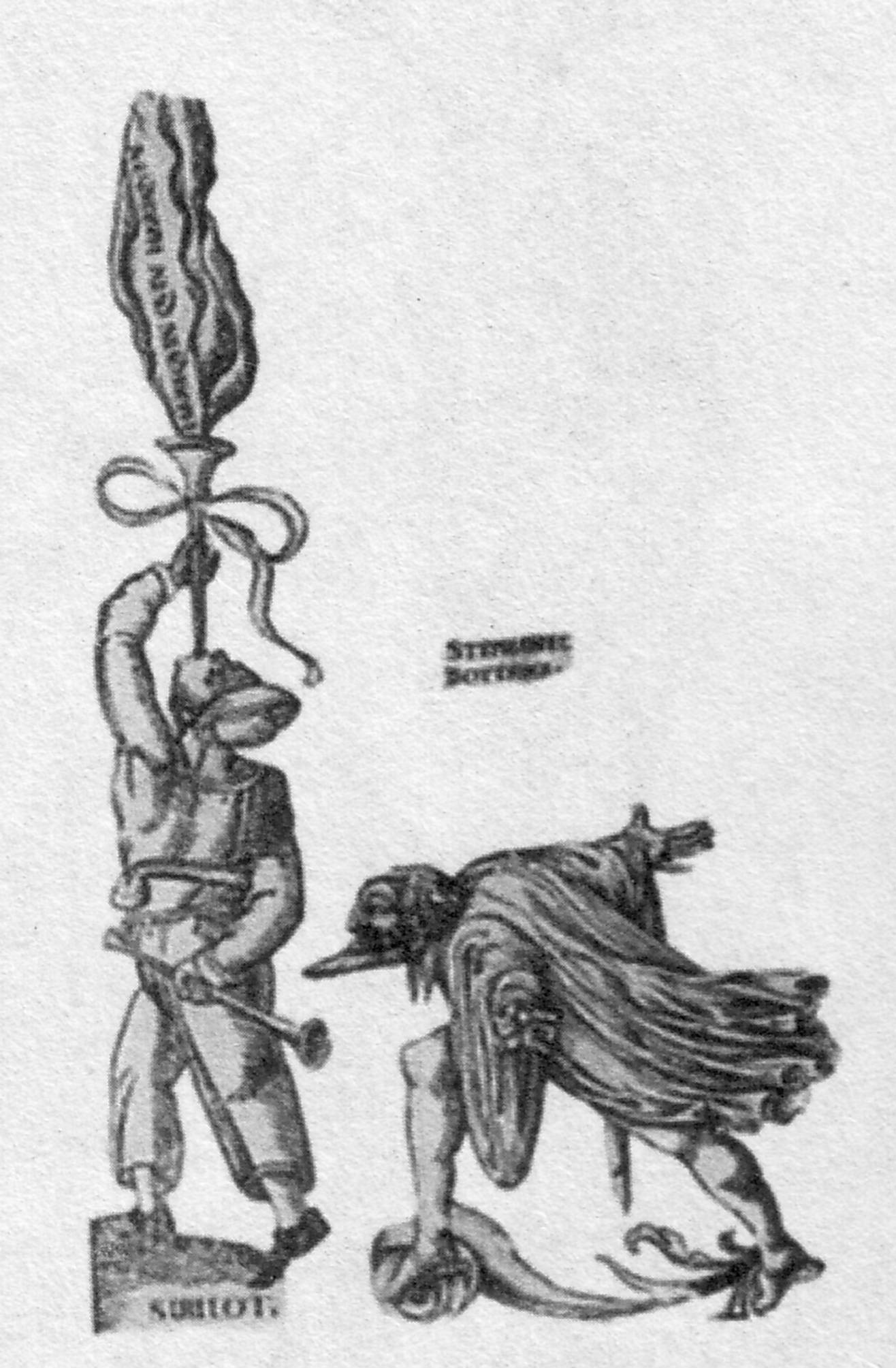
Máscara de "Stefanello Bottarga" (a la derecha y en el personaje de Pantaleón).

Con una larga tradición en tipo de teatro popular denominado Commedia dell'Arte, el término "botarga" procede del italiano bottarga, relacionado con el calzón ancho y negro usado en la antigüedad, y referido también a una especie de caviar. La voz procede a su vez del griego ἁβροτάριχον ("habrotárichon"), de ἁβρός ("habrós", delicado) y τάριχον ("tárichon", que es salazón de carne o pescado).
Fue apodo del actor y escritor de posible origen veneciano Abagaro Francesco Baldi, autor de un «zibaldone» conservado en la Biblioteca de Palacio de Madrid, con guiones y situaciones escénicas protagonizadas por el personaje "Bottarga", en el marco de actividades de la Comedia del Arte.

## Tipos y usos
A partir de los diversos ejemplos de la botarga como disfraz en la historia del teatro, entre los que el más usado fue un armazón hecho con ballenas o con alambre y revestido de tela, que se ponía el actor debajo del traje, consiguiendo así deformar su apariencia y creando figuras ridículas, bufas o monstruosas, los avances en materiales y tejidos han permitido una gran diversidad de trajes que, permiten ver, respirar, y moverse al actor o empleado que los viste. Se fabrican en lycra, fibra de vidrio, nylon y otros plásticos, además de telas afelpadas para simular un peluche gigante.

### Botarga mexicana

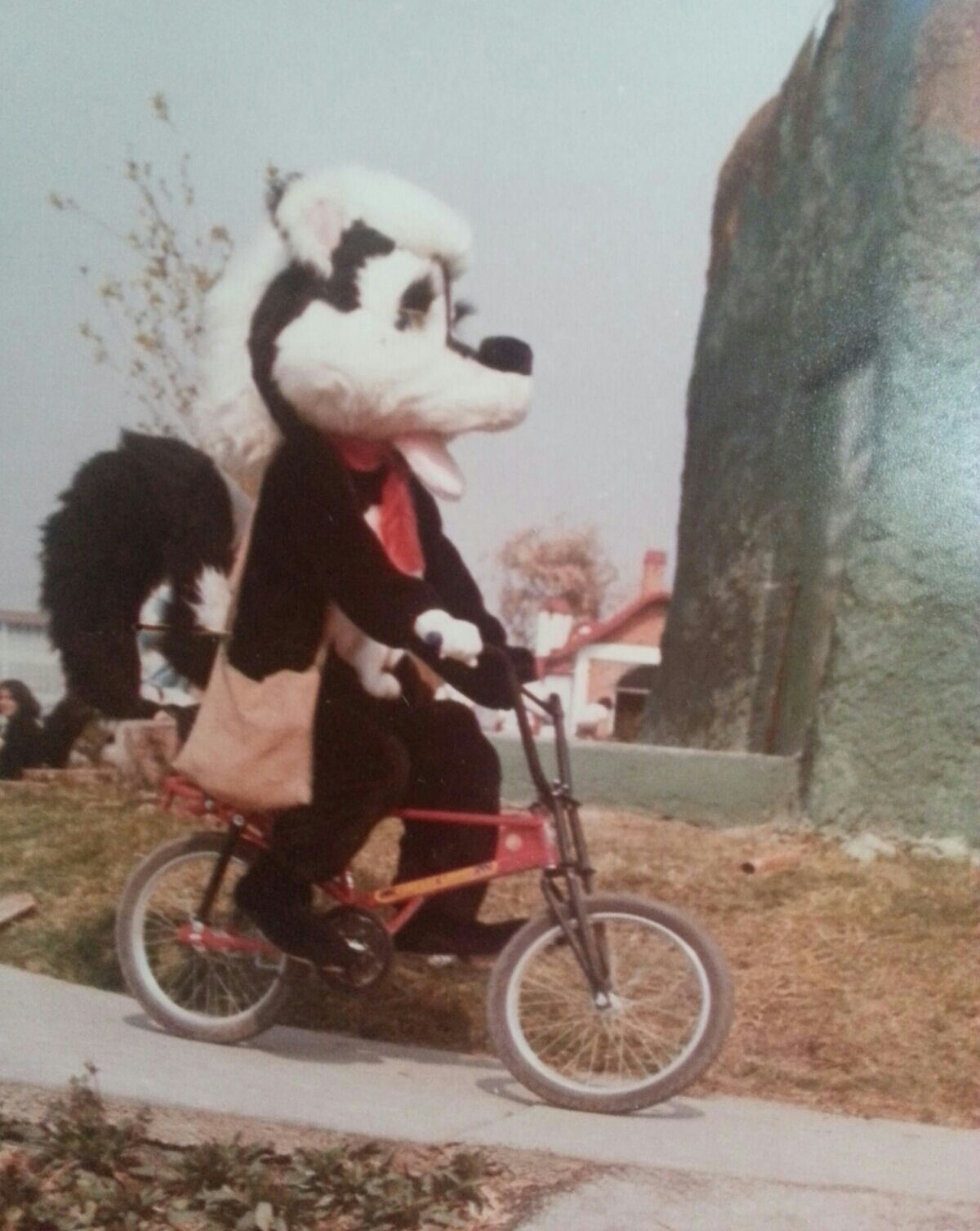
Jeremías, el zorrillito travieso, uno de los populares "animalitos del bosque", creados por Enciso Stuart en la década de 1960.

En México, se atribuye a Carlos Enciso Stuart, inventor y creador de "Los animalitos del bosque", la popularización de este tipo de disfraz publicitario. Aunque existen referencias de modelos similares en otros países, como Japón o Estados Unidos, entre otros muchos.